# Kazimieras Velžys
Kazimieras Velžys (* 5. Mai 1938 in Sindriūnai, Rajongemeinde Pasvalys) ist ein litauischer Politiker und ehemaliger Bürgermeister der Rajongemeinde Varėna.

## Leben
1951 wurde seine Familie in die Oblast Tomsk deportiert. Ab 1956 lebte sie wieder in Litauen. Erst 1980 wurde die Familie rehabilitiert. Nach dem Abitur 1959 in Pasvalys leistete Kazimieras Velžys den Pflichtdienst in der Sowjetarmee. 1967 absolvierte er das Diplomstudium der Hydrotechnik an der Lietuvos žemės ūkio akademija. Danach arbeitete er in Varėna. Von 1979 bis 1995 war er leitender Ingenieur.
Von 1981 bis 1989 war er Mitglied der KPdSU, ab 1993 der Tėvynės Sąjunga – Lietuvos krikščionys demokratai.
Von 1995 bis 1997 war er Bürgermeister der Rajongemeinde Varėna.